# 황간버스터미널
황간버스터미널은 충청북도 영동군 황간면 영동황간로 1712-13(마산리 2-4)에 있는 고속과 직행 겸용 버스 터미널이다. 고속버스 전산망상의 터미널 번호는 440이다.
황간역과 가깝다. 터미널 건물에는 황간버스정류소로 되어 있다. 1971년 4월에 대전 ~ 대구 구간에 완행 고속버스가 운행하기 시작하면서 매표 업무를 시작하였다.
2020년 11월에 매표소 건물이 폐쇄됐으며, 이후 건물은 철거됐다. 따라서 시외버스는 현금으로 승차해야 하고, 고속버스는 경부고속도로상의 중간 정류장으로 올라가서 고속버스티머니 앱 등을 이용해야 한다.

## 운행 노선

### 고속버스[2]
황간에서 승차할 때는 코버스 전산망에서 우등고속 2석만 배정된다.(1번, 2번 좌석) 하행은 제한이 없다.
| 운행 노선       | 운행업체          | 운행구간 | 운행구간 | 운행구간 | 경유지 | 배차 간격 | 시간표              |
| --------------- | ----------------- | -------- | -------- | -------- | ------ | --------- | ------------------- |
| 황간 ↔ 서울경부 | 동양고속 중앙고속 | 황간     | ↔        | 서울경부 | 무정차 | 3회       | 07:50, 12:30, 17:30 |

### 시외버스
| 방면        | 행선지                         |
| ----------- | ------------------------------ |
| 충청권 방면 | 남청주, 대전, 영동, 청주, 옥천 |
| 영남권 방면 | 거창, 김천                     |